# Digitalfotografie

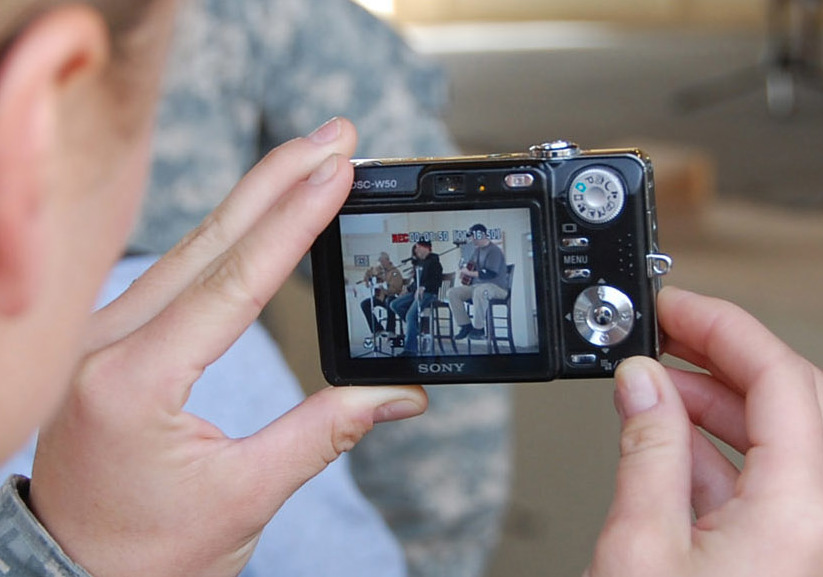
Digitalkamera

Als Digitalfotografie oder digitale Fotografie (Pendant zu Analogfotografie) wird die Fotografie mit Hilfe eines  digitalen Bildsensors bezeichnet, dessen Bilddaten auf einem digitalen Datenträger gespeichert werden.
Die technischen Grundlagen der Digitalfotografie weichen von der klassischen, optochemisch basierten Fotografie ab und ähneln, insbesondere bei der Bildwandlung, einerseits der Videotechnik, andererseits den bildgebenden Verfahren.
Nicht-digitale Fotos (Papierbilder, Negative, Dias) gescannt (digitalisiert) werden nicht als digitale Fotografie, sondern als digitale Bildbearbeitung bezeichnet.

## Geschichte
Russell Kirsch von NBS hatte schon 1957 den Digital-Scanner entwickelt. Das allererste derart gescannte Bild war ein Babyfoto seines neugeborenen Sohns Walden, 176 mal 176 Pixel. Auf diesen Ideen baute Steven Sasson in den frühen 1970er Jahren auf.
Die erste Kamera, die als Vorreiter der Digitalkamera angesehen werden kann, wurde deshalb auch als „portable all electronic still camera“ bezeichnet und war ein 1975 von Steven Sasson bei Kodak entwickelter Prototyp. Das Potential der Entwicklung wurde jedoch nicht erkannt, und so gilt gemeinhin die 1981 von Sony unter dem Namen Mavica vorgestellte erste kommerzielle Kamera nach demselben Funktionsprinzip als „Ur-Digitalkamera“. Allerdings arbeitete diese Kamera, wie der Name schon vermuten lässt, mit einem Magnetband (auch Video Floppy genannt), welches keine digitale Speicherung der Daten zuließ. Vorrangig in den USA brachten Kamerahersteller wie Canon, Nikon, Konica oder Fuji Weiterentwicklungen dieses Modells auf den Markt. In Europa war das Interesse an dieser Technologie eher verhalten.
Die erste wirkliche Digitalkamera stellte 1991 die kalifornische Firma Dycam auf der Computerfachmesse CeBIT unter dem Namen Model 1 vor. Die Kamera war mit einem lichtempfindlichen CCD-Sensor sowie einem Speichermodul ausgestattet, das die direkte Übertragung der Bilder auf den Computer ermöglichte. Trotz des schwarz-weißen Aufnahmemodus und einer – aus heutiger Sicht geringen – Auflösung von 376 × 284 Bildpunkten war die Fachpresse begeistert. Das US-amerikanische Wirtschaftsmagazin Fortune wagte sogar folgende Prognose: „Ein Sturm technologischer Innovationen und neuer Produkte sammelt sich über der Welt der Fotografie an, der viel von dem wegblasen wird, was bis heute altbekannt ist. Filme, Chemikalien und Dunkelkammer werden ersetzt werden durch eine Technologie, die blendend und altbacken zugleich ist: den Computer.“
Auf der photokina, einer internationalen Fachmesse für die Photo- und Bildbearbeitungsbranche in Köln, präsentierten 1992 nahezu alle namhaften Firmen aus den unterschiedlichsten Bereichen ihre Prototypen. Neben klassischen Kameraherstellern wie etwa Kodak und Rollei waren der Videogigant Sony und Leaf ebenfalls mit Digitalkamerastudien vertreten, denn das Schlagwort „Digital Imaging“ verkündete für alle die Entstehung eines neuen Marktes. Nur zwei Jahre später lautete das Motto der photokina „digital total“ und machte deutlich, wohin die zukünftige Entwicklung gehen würde. 1994 wird auch als das „offizielle“ Startjahr der Digitalen Fotografie in Deutschland angesehen, da die Vogelsänger-Studios den Einsatz von Digitalkameras bekannt gaben. Diese Mitteilung hatte deshalb eine besondere Relevanz, weil die Vogelsänger-Studios – ein großes, europäisches Fotostudio im Bereich Interieurfotografie – für ihren hohen Qualitätsanspruch an Bilder, Bildermacher und Handwerkszeug bekannt sind. Indem einer der Branchenführer im Bereich der Werbefotografie auf digitale Kameratechnik setzte, machte er hierzulande den Weg für die Digitalkamera frei. Allerdings übten sich die Verbraucher bei einem anfänglichen stolzen Preis für die ersten Modelle von ca. 2.000 DM (nach heutiger Kaufkraft rund 1.900 Euro) in Zurückhaltung, und so blieb der Kundenkreis für die neuen Kameras in den Folgejahren in überschaubarem Rahmen.
Ebenfalls im Jahre 1994 tätigten PC- und Fotoexperten folgende Analyse: „Für den oft zitierten Otto Normalverbraucher dürfte die Digitale Fotografie erst dann interessant werden, wenn namhafte Einzelhandelketten einfachst zu handhabende Digitalkameras als Massenware in ihren Regalen feilbieten und der Fotohandel gleichzeitig die Möglichkeit bietet, von den elektronischen Aufnahmen preisgünstige Papierbilder herzustellen – und dies wird aller Wahrscheinlichkeit nach noch eine geraume Zeit dauern.“

## Bilderzeugung

### Bildwandlung
In der Digitalfotografie werden zur Wandlung der Lichtwellen in digitale Signale Halbleiter-Strahlungsdetektoren in CCD- oder CMOS-Technik als Bildsensoren verwendet. Bei dieser Digitalisierung eines analogen Bildes handelt es sich um eine Bildwandlung, bei der eine Diskretisierung (Zerlegung in Bildpunkte) und Quantisierung (Umwandlung der Farbinformation in einen digitalen Wert) des analogen Bildes durchgeführt wird.

### Hybridverfahren
Eine Übergangslösung zwischen analoger und digitaler Fotografie stellt die Fotografie mit dem klassischen „Silberfilm“ dar, bei der anschließend das Negativ oder Positiv zunächst mit einem Scanner digitalisiert wird und dann das gespeicherte Bild digital weiterbearbeitet wird.
Als kostengünstigere Variante können – etwa seit 1999 – sogenannte „hochaufgelöste“ (Eigenwerbung) Scans gemeinsam mit der Filmentwicklung bestellt werden. Auf der gelieferten CD sind die Aufnahmen mit geringerer Auflösung im verlustbehafteten JPG-Format gespeichert. Die Qualität dieser Scans ist nur für die Betrachtung am Monitor, aber nicht für eine Weiterverarbeitung geeignet.

### Kamerainterne Bildverarbeitung
Aufgrund der Architektur der Bildaufnehmer ist zwangsläufig eine Interpolation der Farb- und Helligkeitswerte (sog. demosaicing) notwendig um ein Bild anzeigen zu können.
Diese Berechnung und eine Reihe von weiteren Bild verändernden Verarbeitungsprozessen wie das Bestimmen des Weißabgleiches, Erhöhung der Farbsättigung, Anheben des Kontrasts, Durchführung einer Tonwertkorrektur, Filterung (die u. a. eine Rauschreduktion bewirken kann), Verbesserung des Schärfeeindrucks und ggf. eine verlustbehaftete Komprimierung übernimmt die Kameraelektronik und die Firmware der Kamera, wenn direkt auf die Speicherkarte eine JPEG-Bilddatei (oder ein vergleichbares Dateiformat) gespeichert werden soll.
Die kamerainterne Bildverarbeitung kann bei hochwertigen Kameras umgangen werden, indem direkt die Metadaten und die Bild gebenden Sensordaten in einer sog. RAW-Datei  abgespeichert werden; dabei handelt es sich um ein Rohdatenformat, das von Hersteller zu Hersteller unterschiedlich aufgebaut ist. Dieses wird oft als „digitales Negativ“ bezeichnet. Bei der RAW-Konversion, die Teil der Postproduktion am Rechner ist, wird dann aus den im Rohdatenformat gespeicherten Messwerten ein Bild interpoliert und die oben beschriebenen Bild verändernden Bearbeitungsschritte (bei Bedarf vom Nutzer „manuell“) durchgeführt.

## Bildeigenschaften

### Seitenverhältnis

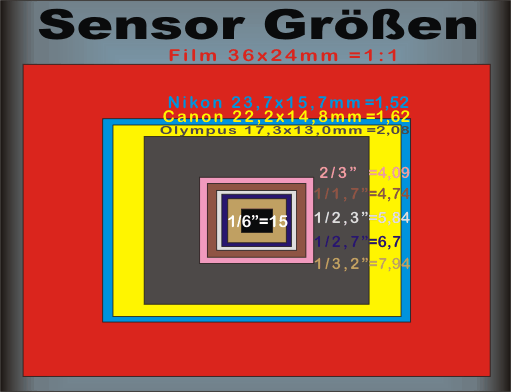
Sensorgrößen-Vergleich

Bei digitalen Kompaktkameras hat der Sensor ein Seitenverhältnis von 1,33 (4:3), daher werden die Bilder standardmäßig auch mit diesem Seitenverhältnis gespeichert. Teilweise ist auch die Speicherung mit anderen Seitenverhältnissen möglich, dies erfolgt überwiegend durch Speicherung eines Bildausschnitts.
Diese Praxis hatte ursprünglich historische Gründe: Die ersten Digitalkameras waren auf existierende Sensoren angewiesen, und da 4:3 dem Seitenverhältnis der verbreiteten Computermonitore und Fernsehnormen NTSC, PAL und SECAM entspricht (was wiederum von den frühesten Kinofilmen herrührt), waren überwiegend Sensoren mit diesem Seitenverhältnis verfügbar.
Digitale Kamerasysteme dagegen verwenden oft Bildsensoren mit dem Seitenverhältnis 3:2, das dem des Kleinbildfilms entspricht. Ausnahme sind hierbei die Kameras der Four-Thirds- und Pentax-Q-Systeme, die das Seitenverhältnis 4:3 verwenden. Viele Kameras des vom Four-Thirds-Standard abgeleiteten Micro-Four-Thirds-Systems sowie einzelne Kompaktkameras ermöglichen die Auswahl verschiedener Seitenverhältnisse, wobei immer ein Ausschnitt aus einer Sensorfläche genutzt wird, die insgesamt über den Bildkreis der Objektive hinausreicht. Hierdurch wird ein Auflösungsverlust, wie er durch reinen Beschnitt entstehen würde, vermindert.

### Pixelanzahl und Auflösung
Die Anzahl der Bildpunkte, Pixel genannt, wird vom Hersteller einerseits als rein technische Eigenschaft des Sensors und andererseits als nutzbare Pixelanzahl angegeben. Letztere entspricht üblicherweise der maximal möglichen Bildauflösung der Kamera. Beim in den meisten Fällen verwendeten Sensor des Bayer-Typs handelt es sich hierbei jedoch um Pixel, die mit unterschiedlichen Farbfiltern versehen sind und daher nur für Ausschnitte des Lichtspektrums empfindlich sind. Die fehlenden Farbinformationen werden aus den umgebenden Pixeln interpoliert. Beim Bayer-Sensor hat die Hälfte der Pixel grüne und je ein Viertel blaue und rote Farbfilter. Varianten, bei denen die Hälfte der grünen Farbfilter durch türkisfarbene ersetzt wurden, haben sich nicht durchgesetzt. Dies gilt ebenso für den Xenia-Sensor, der die Primärfarben Gelb, Cyan und Magenta verwendete.
Bei Bayer-Sensoren mit abweichenden Pixelanordnungen (z. B. rechteckige Pixel bei der Nikon D1X oder diagonal angeordnete Pixel beim Super-CCD-Sensor von Fujifilm) werden die Bilder zwar mit der Pixelanzahl ausgegeben, die der tatsächlichen Anzahl der Pixel entspricht, jedoch besteht hier keine eindeutige Relation von Sensor-Pixel und Bild-Pixel mehr. Super-CCD-Sensoren enthalten teilweise zusätzliche farbunempfindliche Pixel, die nicht zur Bildauflösung beitragen, sondern zur Erhöhung des Dynamikumfangs dienen.
Von der Pixelanzahl her nicht unmittelbar vergleichbar sind die Foveon-X3-Sensoren, da bei diesen die Flächen unterschiedlicher Farbempfindlichkeit übereinander angeordnet sind. Hier hat also jeder Pixel volle Farbempfindlichkeit, das Interpolieren der Farben entfällt. Zu beachten ist hierbei allerdings, dass aus Marketinggründen die Pixelanzahl oft bereits verdreifacht angegeben wird. Zurzeit wird der Sensor nur von Kameras der Marke Sigma verwendet.
Die Pixelanzahl allein erlaubt noch keine Aussage zur erreichbaren Auflösung, da hierfür auch die Qualität des verwendeten Objektivs wichtig ist. Bei Ausgabe des Bilds im JPEG-Dateiformat wirkt sich zudem die Aufbereitung der Bilddaten in der Kamera auf die Auflösung aus. Insbesondere bei digitalen Kompaktkameras und Mobiltelefonen bleibt die tatsächliche Bildauflösung oftmals deutlich hinter der sich aus der Pixelanzahl ergebenden theoretischen Auflösung zurück. Die Ursache hierfür liegt in den geringen Sensorabmessungen und den üblicherweise verwendeten Objektiven einfacher Bauart und daher begrenzter Abbildungsleistung.
Die Auflösung digitaler Bilder ist nur eingeschränkt mit der Auflösung eines Filmnegativs oder Abzugs zu vergleichen, da es je nach Ausgabemedium zu Verlusten kommen kann. Zudem wird die heute erreichbare Auflösung bei üblichen Ausgabegrößen wie dem Druck bis Postkartengröße oder Vollbilddarstellung an Bildschirmen bei weitem nicht ausgenutzt.
Die Pixelanzahl gibt nicht unbedingt die Auflösung feiner Strukturen wieder. Bei der Digitalisierung gilt das Nyquist-Shannon-Abtasttheorem. Danach darf die maximale im Bild auftretende Frequenz {\displaystyle f_{\text{max}}} maximal halb so groß sein wie die Abtastfrequenz {\displaystyle f_{\text{abtast}}}, weil es sonst zu unerwünschten Bildverfälschungen, zum Beispiel zu Moiré-Effekte, kommt und das Originalsignal nicht wiederhergestellt werden kann.
{\displaystyle f_{\text{abtast}}>2\cdot f_{\text{max}}}
Eine weitere Einschränkung der Vergleichbarkeit konventioneller und digitaler Aufnahmen ergibt sich aus der Tatsache, dass es sich beim Filmkorn – technisch betrachtet – um ein stochastisches, also ein völlig zufälliges und unregelmäßiges Rauschen handelt, das bei technisch gleicher Auflösung meist weitaus weniger störend wirkt als das Rauschen im strikt regelmäßigen Pixelmuster digitaler Aufnahmen. Visuell wirken somit „analoge“ Bilder mit sichtbarem Korn – bei gleichem Informationsgehalt – entweder erträglicher oder gestört.
In der Praxis bedeutet das, dass man vor der Digitalisierung die maximale Frequenz kennen oder herausfinden muss und dann das Signal zwecks Digitalisierung mit mehr als der doppelten Frequenz abgetastet werden muss. Bei der Digitalfotografie kann man, um die Moiré-Effekte von vornherein zu vermeiden, die Optik leicht unscharf stellen. Das entspricht einer Tiefpass-Filterung. Wenn die Pixelzahl des Sensors erhöht wird, muss die Optik neu angepasst werden, weil sonst die erhöhte Pixelzahl nicht ausgenutzt werden kann. In der Praxis wird auch ein sog. Moiré-Filter benutzt, der im Strahlengang sitzt und somit die Nutzung perfekt abgestimmter Optiken ermöglicht.
Beim Scannen gerasterter Bilder muss man die Auflösung ebenfalls so groß wählen, dass die feinsten Strukturen des Rasters dargestellt werden können. Anschließend kann man entrastern (dazu gibt es unterschiedliche Funktionen) und dann die Auflösung herabsetzen.

### Dateiformat
Die bei der Digitalfotografie entstehenden Bilder, die in Form digitaler Daten vorliegen, werden in der Regel elektronisch, elektromagnetisch oder optisch gespeichert; jedem Bild entspricht dabei i. d. R. eine Datei, die meist in einem standardisierten Grafikformat abgespeichert ist. Aktuelle Digitalkameras verwenden JFIF (JPEG-Komprimierung), einige besser ausgestattete auch das Rohdatenformat und TIFF. Bei den Hybridverfahren wie der Kodak Photo CD entstehen ImagePacs. Beim Scannen analoger Vorlagen hat man meist freie Auswahl über das digitale Speicherformat.
Für maximale Bildqualität in der Nachbearbeitung empfiehlt sich das Rohdatenformat. Früher wurden die Bildsensordaten unkomprimiert gespeichert, ab 2005 setzten sich Lossless-Kompressionen infolge stärkerer Prozessoren durch. Dieses Format bedarf jedoch deutlich größerer Mengen Speicherplatz und wird insbesondere im professionellen Umfeld angewendet.
JPEG ist dagegen verlustbehaftet, kann aber je nach Kompressionsgrad sehr speicherökonomisch, unter günstigen Umständen aber auch sehr nah am Original sein. JPEG2000 beherrscht mittlerweile die verlustlose Komprimierung und einen größeren Farbraum, wird aus Lizenzgründen aber kaum unterstützt. Der Fotograf muss also bereits vor dem Fotografieren eine Entscheidung über den Kompressionsgrad und damit über den möglichen Detailreichtum fällen. Eine vergleichbare Vorabentscheidung trifft der analog Fotografierende mit der Auswahl des Filmmaterials, und er muss selbiges wechseln, um beispielsweise eine andere Lichtempfindlichkeit oder Filmkörnigkeit zu erreichen.
Es gibt nach wie vor viele proprietäre Dateiformate, die nicht mehr ohne weiteres gelesen werden können, wenn die entsprechende Software nicht verfügbar ist. Rohdatenkritiker merken an, dass man entsprechend darauf reagieren muss, z. B. diese zu konvertieren (Umwandlung in ein offenes oder verbreitetes Dateiformat, wie beispielsweise Digital Negative (DNG)) oder die damalige Bearbeitungs-/Entwicklungssoftware zu sichern.

### Meta-Informationen
Zu den Vorteilen der digitalen Bildspeicherung gehört die Möglichkeit, umfangreiche Meta-Informationen (oder auch Metadaten) in der Datei zu speichern; diese Zusatzfunktion ist im Exchangeable Image File Format (Exif) standardisiert und wird zumindest mit Basisdaten von allen Digitalkameras realisiert.
Die Option der Speicherung von GPS-Positionsdaten bei Aufnahme (Georeferenzierung) in den Metadaten ist nur mit entsprechend ausgestatteten Kameras möglich, die hierfür in der Regel auf den Anschluss eines externen GPS-Empfängers angewiesen sind. Die entsprechenden Felder in den Metadaten können aber auch händisch oder durch entsprechende Programme ausgefüllt werden. Einige Kameras verfügen zusätzlich über einen integrierten Kompass, welcher die Blickrichtung der Fotos abspeichert.
Bereits das Hybridsystem APS verfügte über noch vergleichsweise eingeschränkte Möglichkeiten der Speicherung von Meta-Informationen, und auch bei Kleinbildkameras ist das Einfügen von Zeit- und Datumsangaben sowie der Bildnummer auf den Filmstreifen möglich, wenn die Kamera über eine entsprechende Funktion verfügt. Einige Kleinbild-Spiegelreflexkameras verfügen über eine Möglichkeit, zahlreiche Aufnahmeparameter zu speichern und in eine Textdatei ausgeben zu können; allerdings ist die Verknüpfung dieser Daten mit den gescannten Bilddateien ausschließlich händisch möglich.
Bei den in die digitale Bilddatei eingebetteten Exif-Daten ist zu beachten, dass einige Programme diese Daten bei einer Bildbearbeitung nicht erhalten; dies betrifft z. B. ältere Versionen der Bildbearbeitungssoftware Adobe Photoshop.

## Digitale Aufnahmetechnik

### Kameras und Kamerasysteme
Analoge Kameras und Kamerasysteme wurden über Jahrzehnte entwickelt und optimiert, bevor ihre Weiterentwicklung bei den marktführenden Herstellern in den letzten Jahren eingestellt wurde.
Die Bedienung der meisten analogen Kleinbildkameras war ähnlich – wobei Autofokus, Intervalometer, Belichtungsmessung etc. je nach Hersteller deutlich variierte. Die Benutzung von Tasten und Menüsystemen bei Digitalkameras kann deutlich umfassender und komplexer sein und erfordert weiteres Wissen über die Photochemie hinaus – da viele digitale Kameras zahlreiche Funktionen mehr bieten als ihre mechanischen Vorgänger. Bei der Digitalfotografie ist damit zu rechnen, dass der Fotograf bei jedem Systemwechsel neue Dinge erlernen kann, während die Grundlagen stets gleich bleiben – wie Blende, Brennweite, Verschlusszeit etc.
Die Kompatibilität der Modelle untereinander ist stark unterschiedlich. Sie ist zum einen herstellerabhängig, modellreihenabhängig und – gerade bei einfacheren Nicht-Spiegelreflexmodellen – oft nicht oder kaum gegeben.
Einige Hersteller führten vollkommen neue digitale Kamerasysteme ein.

### Digitale Kamerarückwände
Digitale Bilder können nicht nur mit nativen Digitalkameras oder durch Digitalisieren analoger Vorlagen, sondern auch mit einer digitalen Kamerarückwand angefertigt werden.
Scanbacks funktionieren nach dem Prinzip eines Flachbettscanners; es wird dabei zwischen Single-shot- und Multi-Shot-Verfahren unterschieden.

### Wirkung der Objektive
Bei heutigen Digitalkameras sind meistens Bildsensoren mit einer gegenüber den klassischen Filmformaten geringeren Aufnahmefläche verbaut. Aufgrund des kleineren Bildformates verkleinert sich bei vorgegebener Brennweite der Bildwinkel eines Objektivs, und die Schärfentiefe wird bei vorgegebener Blendenzahl kleiner. Dies bedeutet, dass ein Objektiv mit einer Brennweite, das bei Kleinbildfilm als Normalobjektiv eingesetzt wird, bei einer Digitalkamera mit kleinerem Aufnahmesensor den Bildwinkel eines Teleobjektivs hat. Bei gleichem Bildwinkel und gleicher Blendenzahl vergrößert sich der Bereich der Schärfentiefe.
Das Verhältnis von Normalbild-Diagonale und tatsächlicher Diagonale des Aufnahmesensors wird als „Formatfaktor“ bezeichnet und wird in der Regel im Datenblatt der Kamera beziehungsweise des Objektivs angegeben. Er beschreibt, mit welcher Zahl man die tatsächliche Brennweite des Objektivs einer Kamera multiplizieren muss, um für das Kleinbildformat ein Objektiv mit gleichem Bildwinkel zu erhalten. Hat der Aufnahmesensor beispielsweise die Größe 12 mm × 18 mm, also die halbe Diagonale des Kleinbildformats 24 mm × 36 mm, beträgt der Formatfaktor 2. Ein Objektiv von 25 mm hat bei dieser Digitalkamera den gleichen Bildwinkel wie ein 50-mm-Objektiv bei Kleinbild, und es resultiert bei gleicher Blendenzahl die gleiche Belichtungszeit. Wird die Blendenzahl durch den Formatfaktor dividiert, resultiert die Blendenzahl, bei der die gleiche Schärfentiefe erreicht wird.

## Digitale Aufnahmepraxis
Die digitale Aufnahmepraxis weist gegenüber der konventionellen Fotografie einige Besonderheiten auf.

### Bildgestaltung
Als Beispiel sei hier die Veränderung der Schärfentiefe erwähnt, die sich aus dem Formatfaktor ergibt (oft fälschlich Brennweitenverlängerung genannt: Die Brennweite eines Objektivs ändert sich jedoch nicht, nur dessen genutzter Bildwinkel durch das veränderte Aufnahmeformat); Objektive, die in der Kleinbildfotografie als Weitwinkel gelten, treten bei den meisten Digitalkameras als Normalobjektiv auf. Da sich die optischen Gesetzmäßigkeiten nicht verändern, nimmt die effektive Schärfentiefe (genauer: der Schärfebereich) des Bildes zu. Mit Digitalkameras ist es daher schwerer als in der Kleinbildfotografie, einen in Unschärfe zerfließenden Bildhintergrund zu erzielen, wie er beispielsweise in der Porträt- und Aktfotografie aus gestalterischen Gründen häufig erwünscht ist. Einige moderne Spiegelreflex-Digitalkameras verfügen bereits über einen Vollformatsensor (engl. Full Frame) (24 mm × 36 mm). Diese Kameras verhalten sich genauso wie analoge Kleinbild-Spiegelreflexkameras.

### Spezialfunktionen
Viele Digitalkameras bieten dreh- oder schwenkbare Displays, mit denen einige Aufnahmetechniken komfortabler als mit herkömmlichen Kameras machbar sind. Hierzu gehören beispielsweise Aufnahmestandpunkte in Bodennähe, wie sie häufig in der Makrofotografie benötigt werden, oder Aufnahmen „über Kopf“, um über eine Menschenmenge hinweg zu fotografieren.
Die Nachteile der Displays liegen im hohen Stromverbrauch und der mangelnden Sichtbarkeit in hellen Umgebungen (helles Tageslicht).
Aktuelle Digitalkameras bieten fast ausnahmslos die Möglichkeit der Aufzeichnung kurzer Videoclips von etwa einer Minute in unterschiedlichen Formaten von QQVGA oder QVGA bis hin zu WUXGA, in der Regel auch mit Ton. Tendenziell ist eine Entwicklung der digitalen Fototechnik zu beobachten, immer weiter mit der Videotechnik zu konvergieren; in Spitzenmodellen ist die Länge der Videoclips nur noch durch die Kapazität des Speichermediums begrenzt; die Bildauflösung liegt dabei im Bereich der Qualität von VHS bis hin zu Blu-ray (VGA, 640 × 480 bzw. PAL, 720 × 576 bzw. Full HD, 1920 × 1080 bis UHD (4K) 4096 × 2160 Pixeln).

## Elektronische Bildbearbeitung
Neben der automatisch durch die Kamera durchgeführten Bildverarbeitung eröffnet die Digitalfotografie zahlreiche Möglichkeiten der Bildmanipulation und -optimierung durch die elektronische Bildbearbeitung, die über konventionelle Bildretusche und Ausschnittvergrößerung weit hinausgehen.
Beispielsweise können aus einer Folge von Einzelbildern komfortabel Panoramafotos montiert, Bildhintergründe ausgetauscht oder Personen aus Bildern entfernt oder hineinkopiert werden.

## Speicherung und Archivierung

### Speichermedien zum Fotografieren

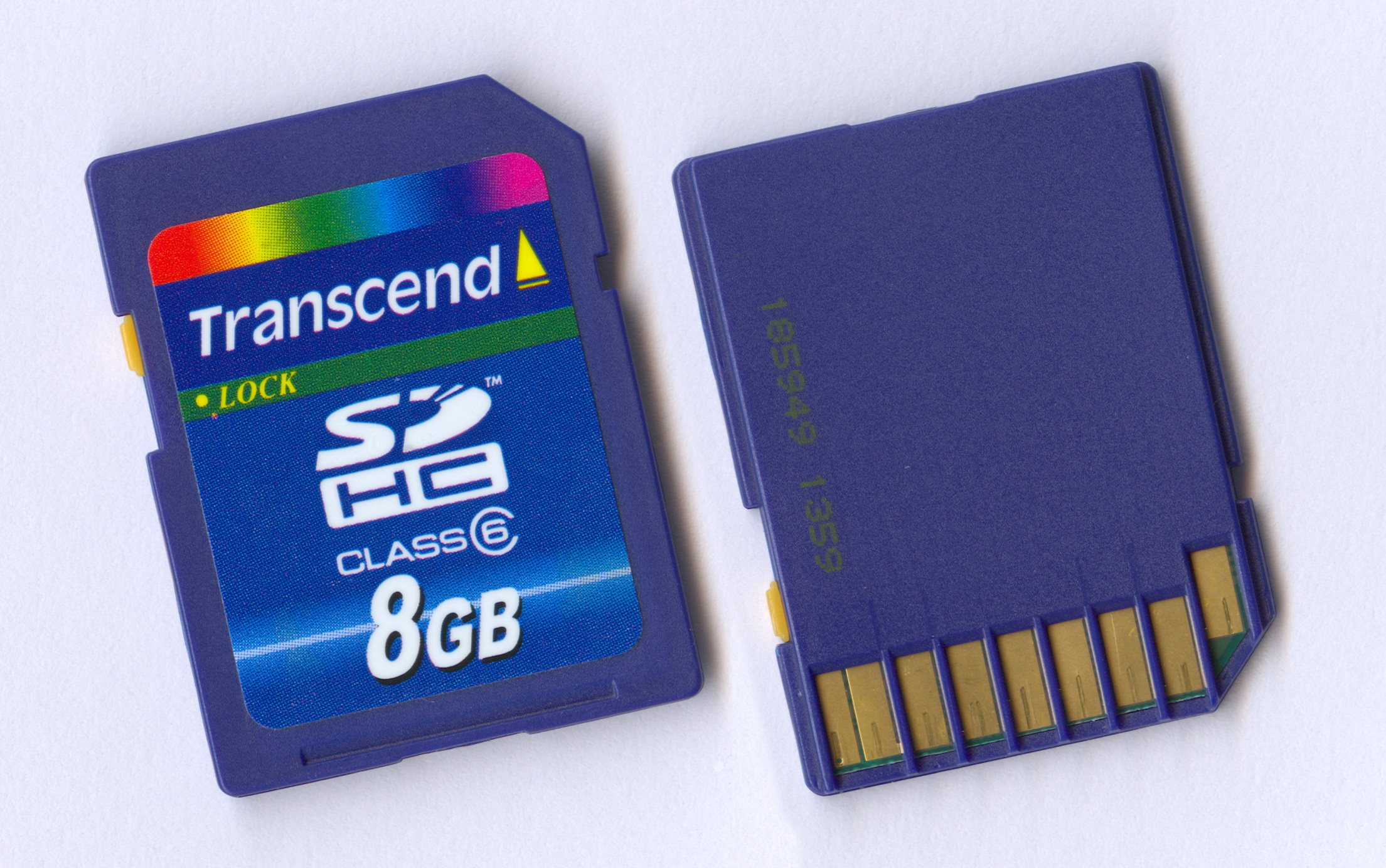
Vorder- und Rückseite einer SD-Karte

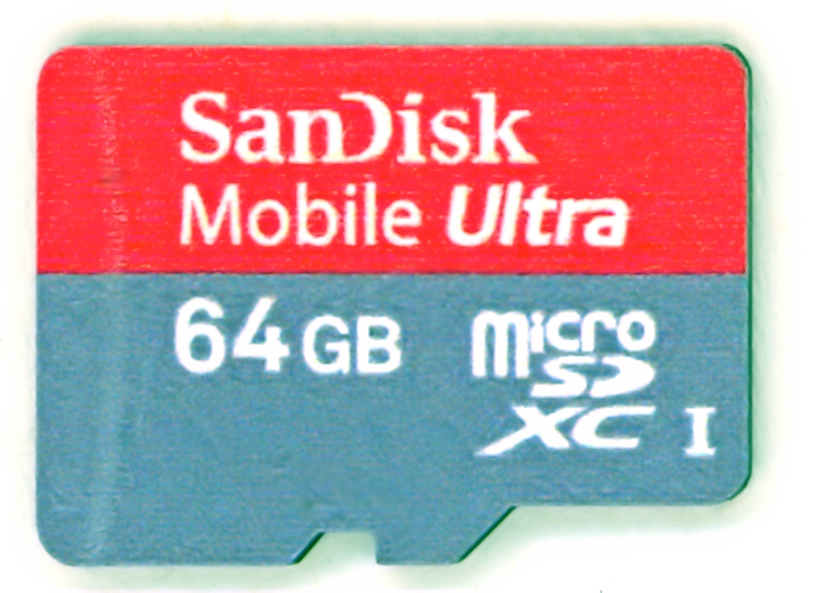
SanDisk microSD SDXC 64 GB

Als Speichermedien werden in der Digitalfotografie üblicherweise Speicherkarten verwendet. Weit überwiegend sind dies SD-Karten (Secure Digital Memory Card, auch als Typen SDHC und SDXC). Nur noch geringe Bedeutung haben firmenspezifische Kartentypen wie Memory Stick (Sony) und xD-Picture Card (Fujifilm und Olympus). Die etwas größeren CompactFlash-Karten (CF) waren lange Zeit Standard, werden inzwischen aber nur noch für wenige hochwertige Spiegelreflexkameras benötigt. Zeitweise waren Microdrives eine kompatible Alternative für größere Speicherkapazitäten zu CompactFlash-Karten. Mobiltelefone mit Kamerafunktion speichern üblicherweise auf microSD-Karten.
In der Anfangszeit der Digitalfotografie wurden PC-Karten verwendet, diese sind ebenso wie Kameras für SmartMedia-Karten jedoch vollständig vom Markt verschwunden.
Digitale Kompaktkameras haben zudem häufig einen internen Speicher, der die Speicherung einer geringen Anzahl von Bildern ohne Speicherkarte ermöglicht.
Bei einigen digitalen Spiegelreflexkameras ist mit entsprechender Software auch die Fernsteuerung von einem Computer aus möglich. Die Speicherung kann dann direkt auf der Festplatte des Computers erfolgen, eine Speicherkarte wird dann nicht benötigt. Die Verbindung zwischen Computer und Kamera erfolgt entweder durch USB- oder SCSI-Kabel oder über WLAN. Bei einigen Kameras ist ebenfalls möglich, die Bilddateien über WLAN auch ohne Fernsteuerung zu versenden.
Speicherkarten werden üblicherweise nur zur vorübergehenden Speicherung bis zur Übertragung der Bilddateien auf einen Computer verwendet. Sie werden anschließend formatiert und stehen dann wieder zur Verfügung. Für den Fall, dass größere Datenmengen anfallen, kann der Inhalt der Speicherkarten zunächst auf Image Tanks übertragen werden, die teilweise auch eine Anzeige der Bilder ermöglichen. Von den Image Tanks werden die Dateien später auf den Computer übertragen.
Durch die Möglichkeiten der Fernsteuerung sowie der Speicherung großer Bildmengen hat die Digitalfotografie schon früh Einsatz unter extremen klimatischen Bedingungen gefunden, wie beispielsweise im Weltall, in Wüsten oder Polargebieten.

### Speichermedien zum Archivieren
Für die langfristige Speicherung von Bilddaten gelten grundsätzlich die gleichen Anforderungen, die generell auf die Archivierung digitaler Daten zutreffen. Als weiteres Problem kommt bei Bilddateien hinzu, dass bei Verwendung von RAW-Formaten die langfristige Lesbarkeit der Dateien nicht sichergestellt ist. Bisher (Stand 2011) sind jedoch noch für alle jemals verwendeten RAW-Formate aktuelle Programme verfügbar, mit denen die Bilddateien geöffnet und weiterverarbeitet werden können.
Während beim Film ein beschädigtes Original verwendet werden kann, ist dies bei digitalen Daten in der Regel nicht oder nur mit hohem technischen Aufwand möglich. Der Hauptvorteil digitaler Daten ist, anders als beim chemischen Film, dass beliebig viele identische Kopien erzeugt werden können. Auch der Transport digitaler Daten ist wesentlich unkomplizierter.

### Bilddatenbanken
Analog zur konventionellen Fotografie gibt es die Möglichkeit eines Index-Prints, in Form von Thumbnails in einem Ordner. Spezielle Programme zum Auffinden von archivierten Bilddateien erleichtern die Suche nach Bildern, die in der „analogen Welt“ einem gut gewartetem Negativsortiersystem entspricht. Während in der analogen Fotografie Kontaktabzüge noch zum normalen Arbeitsablauf gehörten, sind diese Techniken – auch bei Speicherung im Rohdatenformat – im Betriebssystem integrierbar. Ein Leuchttisch wird damit überflüssig.
Die so genannten Bilddatenbanken erzeugen ein Vorschaubild des Bildes und bieten Felder zur Beschreibung des Bildes und der Aufnahmesituation; ein gewisser Komfort ergibt sich durch die Metadaten, die durch das Exif-Format automatisch aufgezeichnet werden (Datum, Uhrzeit, Brennweite, Blende etc.). Viele dieser Funktionen sind in aktuellen Betriebssystemen bereits enthalten. Für ambitionierte Fotografen oder Berufsfotografen sind Online-Fotoagenturen geeignete Plattformen, um ihre Fotos zu speichern und von dort direkt an die Käufer (Zeitungen, Verlage, Redaktionen etc.) zu vertreiben. Entsprechend große Server und Speicherplätze sind jedoch Voraussetzung. Darüber hinaus ist eine „Verschlagwortung“ mit passenden Schlüsselworten möglich, um aus den Datenbanken entsprechende Bilder zu finden. Bedingt durch den Vorteil der Rechentechnik dauert dies nur einen Bruchteil der für Bildmaterialsuche analoger Aufnahmen benötigten Zeit. Zur Verschlagwortung werden die im Bild gespeicherten IPTC-Felder genutzt.

## Präsentation
Digitale Bilder können ebenso präsentiert werden wie konventionelle Fotografien; für nahezu alle Präsentationsformen existieren mehr oder minder sinnvolle Äquivalente. Die Diaprojektion vor kleinem Publikum wird beispielsweise ersetzt durch die Projektion mit einem Videoprojektor (Video-Beamer); das Fotoalbum durch die Webgalerie; das gerahmte Foto durch ein spezielles batteriebetriebenes Display usw.
Wird eine erneute Bildwandlung (D/A-Wandlung) in Kauf genommen, können digitale Bilder ausgedruckt oder ausbelichtet werden und anschließend genauso wie konventionelle Papierabzüge genutzt werden; sogar die Ausbelichtung auf Diafilm ist möglich.
Allerdings erfordern alle derzeitigen digitalen Präsentationsformen ausreichende Technikkenntnisse sowie recht kostspielige Technik; der billigste Video-Beamer kostet derzeit noch immer etwa das Fünffache eines guten Diaprojektors. Als weiteres neues Problem stellt sich das der Kalibrierung des Ausgabegeräts, was bei den meisten Monitoren, jedoch nur bei wenigen Flüssigkristallbildschirmen (LCDs) möglich ist und insbesondere bei Beamern einen erheblichen Aufwand verursachen kann.
Diverse Online-Foto-Dienstleister bieten außerdem die Möglichkeit neben Abzügen von digitalen Fotos auch Fotokalender, Poster, Tassen, Fotobücher, Puzzles oder T-Shirts zu erstellen. 

## Fotomarkt
Durch die enge Verwandtschaft der Digitalfotografie einerseits mit der Videotechnik und andererseits mit der Informations- und Kommunikationstechnik erschienen ab den 1980er Jahren eine Reihe von neuen Anbietern auf dem Fotomarkt, die ihr Know-how aus dem Bereich der Video- und Computertechnik gewinnbringend einsetzen konnten. Traditionelle Fotoanbieter gingen Kooperationen mit Elektronikunternehmen ein, um kostspielige Eigenentwicklungen zu vermeiden.
Der Digitalfotografie kommt in der Fotowirtschaft eine wachsende Bedeutung zu. So wurden nach Branchenschätzungen bereits 1999 neben 83 Milliarden analogen Fotografien schon 10 Milliarden Digitalbilder hergestellt. Der Branchenverband Bitkom berichtet, dass im Jahr 2006 circa 58 Prozent aller Deutschen über 10 Jahren eine Digitalkamera verwendeten.
Nach Angaben des Marktforschungsunternehmens Lyra Research wurden 1996 weltweit insgesamt 990.000 Digitalkameras abgesetzt. In Deutschland wurden im Jahr 2003 erstmals mehr Digitalkameras als analoge Kameras verkauft; nach Aussagen des Einzelhandels wurden 2004 bereits teilweise doppelt so viele digitale Geräte wie analoge Kameras abgesetzt. 2010 wurden nach Angabe des japanischen Branchenverbandes CIPA weltweit rund 121,5 Mio. Digitalkameras verkauft.
Neben der Ausbreitung der Digitalfotografie in den Massenmarkt gibt es einen Trend zum Zurückdrängen der analogen Fotografie. Seit etwa 2004 ist beispielsweise eine großflächige Verdrängung fotochemischer Produkte aus dem Angebot von Fotohändlern und Elektronikmärkten zu beobachten: So ging das Produktsortiment an fotografischen Filmen gegenüber dem Vorjahr deutlich zurück. Die Entwicklung neuer Materialien für die Fotografie auf Silberfilm bleibt dennoch nicht stehen. Insgesamt sind zwischen 2006 und 2008 23 neue oder verbesserte Filmemulsionen auf den Markt gekommen.

## Vergleich mit filmbasierter Fotografie

### Vorteile
- Bei digitalen Kompaktkameras kann man mit einem elektronischen Sucher oder mit dem Flüssigkristallbildschirm den Bildausschnitt im Live-View-Modus gut kontrollieren. Schwenk- und Drehmonitore vereinfachen die Kontrolle ausgefallener Aufnahmeperspektiven zum Beispiel aus der Froschperspektive oder über Kopf.[12]
- Man kann das im nichtflüchtigen Datenspeicher festgehaltene Foto gleich nach der Aufnahme kontrollieren und gegebenenfalls sofort löschen sowie noch weitere Aufnahmen machen.[13]
- Der Weg zur Web- oder Printpublikation von Aufnahmen ist kürzer beziehungsweise schneller, weil das Einscannen von Dias oder Papierbildern entfällt. Das elektronische Versenden auch von Einzelbildern an Verlage und Auftraggeber ist möglich. Ist keine anderweitige Verwendung der Aufnahme geplant, kann man eine verhältnismäßig niedrige Bildauflösung einstellen und die Aufnahme ohne weitere Nachbearbeitung direkt verwenden. Zugang zu elektronischen Medien vorausgesetzt, sind Austausch und Verbreitung von Fotos schnell und einfach möglich.[14][15]
- Ein Filmwechsel für unterschiedliche Lichtverhältnisse ist nicht mehr notwendig. Digitalkameras lassen sich einfach an die vorhandene Lichtmenge anpassen; ähnlich wie bei der Fotografie auf Film nimmt die Bildqualität bei erhöhter Empfindlichkeit ab.[16]
- Digitale Kameras bieten häufig die Möglichkeit, einfache Video- und Tonaufnahmen[16] zu machen und wiederzugeben.[17]
- Die meisten digitalen Kameras können direkt an elektronische Wiedergabegeräte, wie zum Beispiel Fernseher oder Videoprojektoren, oder aber auch an PictBridge-kompatible Fotodrucker angeschlossen werden.[17][18]
- Digitale Bilder können in sehr großer Zahl kostengünstig und sehr platzsparend auf kleinen Speicherkarten gespeichert werden.[19]
- Die Archivierung des digitalen Bildmaterials ist günstig und platzsparend.[20]

### Nachteile
- Umstrittene Haltbarkeit digitaler Informationen (Dauerhaftigkeit und langfristige Verfügbarkeit von Speichermedien, Datenformaten, Laufwerken, Hard- und Software).[21] Gerade bei Aufnahmen in proprietären Speicherformaten ist eine zukünftige Verwendbarkeit dieser Daten nicht sicher abschätzbar, da unbekannt ist, ob diese Formate in der Zukunft noch unterstützt werden. Dies gilt sowohl für die kameraherstellerspezifischen Rohdatenformate als auch für die proprietären Datenformate von Bildbearbeitungssoftware. Mit den DNG- beziehungsweise OpenRAW-Formaten existieren offene Standards für Rohdaten, die sich jedoch noch nicht auf breiter Basis durchgesetzt haben.
- Bei schlechten und älteren digitalen Kompaktkameras ist eine deutliche Auslöseverzögerung festzustellen, die vornehmlich dadurch verursacht wird, dass der Bildsensor auch für den Autofokus ausgewertet wird.[16]
- Kamera-Displays können in heller Umgebung schlecht ablesbar sein, was die Motivsuche problematisch macht, insbesondere wenn die Digitalkamera nicht über einen zusätzlichen Sucher verfügt.[22]